# Championnats du monde de boxe amateur 1997
Navigation
Édition précédente Édition suivante
Les 9e championnats du monde de boxe amateur masculins se sont déroulés du 18 au 26 octobre 1997 à Budapest, Hongrie, sous l'égide de l'AIBA (Association Internationale de Boxe Amateur).

## Résultats

### Podiums
| Catégories                    | Or                  | Argent              | Bronze                              |
| Poids mi-mouches (-48 kg)     | Maikro Romero       | Roel Velasco        | Rudolf Dydi Daniel Petrov           |
| Poids mouches (-51 kg)        | Manuel Mantilla     | Ilfat Raziapov      | Omar Andrés Narváez Bolat Yumadilov |
| Poids coqs (-54 kg)           | Raimkul Malakhbekov | Waldemar Font       | Söner Karaöz Aram Ramaziam          |
| Poids plumes (-57 kg)         | István Kovács       | Falk Huste          | Rudinelson Hardy Sayan Sanchat      |
| Poids légers (-60 kg)         | Aleksandr Maletin   | Tumentsetseg Utumen | Koba Gogaladze Shin Eul-chun        |
| Poids super-légers (-63,5 kg) | Dorel Simion        | Paata Gvasaliya     | Lukáš Konečný Tonton Semakala       |
| Poids welters (-67 kg)        | Oleg Saitov         | Sergiy Dzinziruk    | Juan Hernández Sierra Marian Simion |
| Poids super-welters (-71 kg)  | Alfredo Duvergel    | Yermakhan Ibraimov  | Ercüment Aslan Adrian Diaconu       |
| Poids moyens (-75 kg)         | Zsolt Erdei         | Ariel Hernández     | Dirk Eigenbrodt Jean-Paul Mendy     |
| Poids mi-lourds (-81 kg)      | Aleksandr Lebziak   | Frédéric Serrat     | Israel Álvarez Stephen Kirk         |
| Poids lourds (-91 kg)         | Félix Savón         | Mike Hanke          | Giacobbe Fragomeni Tue Bjørn Tomsen |
| Poids super-lourds (+91 kg)   | Georgi Kandelaki    | Alexis Rubalcaba    | Serguei Lyakhovich Paolo Vidoz      |

### Tableau des médailles
| Place    | Pays              | Médaille d'or, monde | Médaille d'argent, monde | Médaille de bronze, monde | Total |
| -------- | ----------------- | -------------------- | ------------------------ | ------------------------- | ----- |
| 1        | Cuba              | 4                    | 3                        | 3                         | 10    |
| 2        | Russie            | 4                    | 2                        | 1                         | 7     |
| 3        | Hongrie           | 2                    | 0                        | 0                         | 2     |
| 4        | Roumanie          | 1                    | 0                        | 3                         | 4     |
| 5        | Géorgie           | 1                    | 0                        | 1                         | 2     |
| 6        | Allemagne         | 0                    | 2                        | 1                         | 3     |
| 7        | France            | 0                    | 1                        | 1                         | 2     |
| 7        | Kazakhstan        | 0                    | 1                        | 1                         | 2     |
|          | Philippines       | 0                    | 1                        | 0                         | 1     |
| Mongolie | 0                 | 1                    | 0                        | 1                         |       |
| Ukraine  | 0                 | 1                    | 0                        | 1                         |       |
| 12       | Italie            | 0                    | 0                        | 2                         | 2     |
| 12       | Tchéquie          | 0                    | 0                        | 2                         | 2     |
| 12       | Turquie           | 0                    | 0                        | 2                         | 2     |
| 15       | Arménie           | 0                    | 0                        | 1                         | 1     |
| 15       | Argentine         | 0                    | 0                        | 1                         | 1     |
| 15       | Biélorussie       | 0                    | 0                        | 1                         | 1     |
| 15       | Corée du Sud      | 0                    | 0                        | 1                         | 1     |
| 15       | Danemark          | 0                    | 0                        | 1                         | 1     |
| 15       | Irlande           | 0                    | 0                        | 1                         | 1     |
| 15       | Suède             | 0                    | 0                        | 1                         | 1     |
| Total    | 21 pays médaillés | 12                   | 12                       | 24                        | 48    |